# نفس (ترانه آسترید اس)
«نفس» (به انگلیسی: Breathe) ترانه‌ای از خوانندهٔ نروژی آسترید اس می‌باشد که به‌عنوان نخستین تک‌آهنگ از دومین ئی‌پی وی تحت عنوان مهمانی تمام شد منتشر گردید.